# Bebek Imre (erdélyi vajda)
Bebek Imre (? – Rigómezei, 1448. október 16/18.) erdélyi vajda a Bebek család pelsőci ágának vámosi agából. Bebek László fia, Bebek Imre országbíró unokája.

## Élete
Egy fiútestvére volt. 1438–1441-ig székely ispán, 1440–1447-ig borsodi ispán és diósgyőri várnagy. I. Ulászló híveként 1441-ben Jan Czapekkel együtt sikertelenül ostromolta Kassát, amelyet Albert király özvegyének, Erzsébetnek a kapitánya, Giskra János védett. Az országgyűlés 1445 májusában megválasztotta a hét főkapitány egyikévé. 1446 júniusában a pesti országgyűlés Hunyadi János és Újlaki Miklós mellé erdélyi vajdának választotta – haláláig töltötte be –, egyidejűleg abaúji ispán és a jászok ispánja is volt.
Legjelentősebb birtoka az 1440-ben megszerzett Diósgyőr volt, valamint székhelye, Vámos vár Borsod vármegyében, amit 1445 előtt ő építtetett.

## Családja
Pálóci Máté nádor lányát, Veronikát vette feleségül. Két fia és két lánya született:
- Orsolya, Szapolyai Imre nádor felesége